# Abiail
Abiail é um nome unissex usado na Bíblia Hebraica para se referir a cinco pessoas, três homens e duas mulheres.
1. Abiail, um homem da tribo de Levi que viveu durante o tempo em que os israelitas vagavam pelo deserto. Era o pai de Zuriel. (Números 3:35)
2. Abiail era esposa de Abisur, que era da tribo de Judá. Ela teve dois filhos, Abã e Molide. (I Crônicas 2:29)
3. Abiail era filho de Huri, chefe da tribo de Gade, que se estabeleceu em Basã e em Gileade. (1 Crônicas 5:14-17.)
4. Abiail era filha ou neta de Eliabe, irmão de Davi. Ela era casada com o filho de Davi Jerimote e se tornou mãe da esposa de Roboão. (II Crônicas 11:18)
5. Abiail era o pai da rainha Ester e tio de Mordecai. (Ester 2:15; Ester 9:29)[2] Ester 2:7 indica que ele e sua esposa faleceram quando sua filha Ester ainda era bastante jovem, e assim algum tempo antes do casamento dela com o rei Assuero.[1]